# ClockClock/Diskografie
Diese Diskografie ist eine Übersicht über die musikalischen Werke der deutschen Elektropop-Band ClockClock. Den Schallplattenauszeichnungen zufolge hat sie bisher mehr als 660.000 Tonträger verkauft. Ihre erfolgreichsten Veröffentlichungen sind die Singles Brooklyn und Redlight mit je über 225.000 verkauften Einheiten.

## Alben

### Studioalben
| Jahr | Titel Musiklabel       | Höchstplatzierung, Gesamtwochen, AuszeichnungChartplatzierungen (Jahr, Titel, Musiklabel, Platzierungen, Wochen, Auszeichnungen, Anmerkungen) | Höchstplatzierung, Gesamtwochen, AuszeichnungChartplatzierungen (Jahr, Titel, Musiklabel, Platzierungen, Wochen, Auszeichnungen, Anmerkungen) | Höchstplatzierung, Gesamtwochen, AuszeichnungChartplatzierungen (Jahr, Titel, Musiklabel, Platzierungen, Wochen, Auszeichnungen, Anmerkungen) | Anmerkungen                              |
| Jahr | Titel Musiklabel       | DE | AT | CH | Anmerkungen                              |
| ---- | ---------------------- | --- | --- | --- | ---------------------------------------- |
| 2024 | Dreamers Polydor (UMG) | DE25 (1 Wo.)DE | — | — | Erstveröffentlichung: 27. September 2024 |

### EPs
| Jahr | Titel Musiklabel                       | Anmerkungen                         |
| ---- | -------------------------------------- | ----------------------------------- |
| 2023 | When the Sun Don’t Shine Polydor (UMG) | Erstveröffentlichung: 31. März 2023 |

## Singles

### Als Leadmusiker
| Jahr | Titel Album                                      | Höchstplatzierung, Gesamtwochen, AuszeichnungChartplatzierungen (Jahr, Titel, Album, Platzierungen, Wochen, Auszeichnungen, Anmerkungen) | Höchstplatzierung, Gesamtwochen, AuszeichnungChartplatzierungen (Jahr, Titel, Album, Platzierungen, Wochen, Auszeichnungen, Anmerkungen) | Höchstplatzierung, Gesamtwochen, AuszeichnungChartplatzierungen (Jahr, Titel, Album, Platzierungen, Wochen, Auszeichnungen, Anmerkungen) | Anmerkungen                                               |
| Jahr | Titel Album                                      | DE | AT | CH | Anmerkungen                                               |
| ---- | ------------------------------------------------ | --- | --- | --- | --------------------------------------------------------- |
| 2017 | Just a Dream –                                   | — | — | — | Erstveröffentlichung: 14. Juli 2017                       |
| 2017 | Cold Water –                                     | — | — | — | Erstveröffentlichung: 8. Dezember 2017                    |
| 2018 | Rain on My Skin –                                | — | — | — | Erstveröffentlichung: 26. Januar 2018                     |
| 2018 | Change –                                         | — | — | — | Erstveröffentlichung: 23. November 2018                   |
| 2019 | Remember You –                                   | — | — | — | Erstveröffentlichung: 19. April 2019                      |
| 2019 | Composure –                                      | — | — | — | Erstveröffentlichung: 6. September 2019                   |
| 2019 | Better on Your Own –                             | — | — | — | Erstveröffentlichung: 8. November 2019                    |
| 2019 | Fly –                                            | — | — | — | Erstveröffentlichung: 27. Dezember 2019                   |
| 2020 | Memories –                                       | — | — | — | Erstveröffentlichung: 17. April 2020                      |
| 2020 | Water –                                          | — | — | — | Erstveröffentlichung: 22. Mai 2020                        |
| 2020 | Fool –                                           | — | — | — | Erstveröffentlichung: 3. Juli 2020                        |
| 2020 | Dogs –                                           | — | — | — | Erstveröffentlichung: 28. August 2020                     |
| 2020 | Are You with Me –                                | — | — | — | Erstveröffentlichung: 9. Oktober 2020                     |
| 2021 | Bury Me Alive Dreamers                           | — | — | — | Erstveröffentlichung: 17. Juni 2021                       |
| 2022 | Sorry Dreamers • When the Sun Don’t Shine        | DE18 Gold · (21 Wo.)DE | AT34 (17 Wo.)AT | CH— GoldCH | Erstveröffentlichung: 4. Februar 2022 Verkäufe: + 210.000 |
| 2022 | Someone Else Dreamers • When the Sun Don’t Shine | DE44 (21 Wo.)DE | AT44 (8 Wo.)AT | — | Erstveröffentlichung: 9. September 2022                   |
| 2023 | Over Dreamers                                    | DE— aDE | — | — | Erstveröffentlichung: 5. Mai 2023                         |
| 2024 | Love U Again Dreamers                            | DE— bDE | — | — | Erstveröffentlichung: 22. März 2024                       |
| 2024 | Someday Soon Dreamers                            | — | — | — | Erstveröffentlichung: 9. August 2024                      |
| 2025 | Born Again –                                     | — | — | — | Erstveröffentlichung: 28. März 2025 mit Fast Boy          |

### Als Gastmusiker
| Jahr | Titel Album | Höchstplatzierung, Gesamtwochen, AuszeichnungChartplatzierungen (Jahr, Titel, Album, Platzierungen, Wochen, Auszeichnungen, Anmerkungen) | Höchstplatzierung, Gesamtwochen, AuszeichnungChartplatzierungen (Jahr, Titel, Album, Platzierungen, Wochen, Auszeichnungen, Anmerkungen) | Höchstplatzierung, Gesamtwochen, AuszeichnungChartplatzierungen (Jahr, Titel, Album, Platzierungen, Wochen, Auszeichnungen, Anmerkungen) | Anmerkungen                                                                              |
| Jahr | Titel Album | DE | AT | CH | Anmerkungen                                                                              |
| ---- | ----------- | --- | --- | --- | ---------------------------------------------------------------------------------------- |
| 2021 | Redlight –  | DE38 Gold · (16 Wo.)DE | AT54 Gold · (6 Wo.)AT | CH— GoldCH | Erstveröffentlichung: 12. Februar 2021 Verkäufe: + 225.000; Glockenbach feat. ClockClock |
| 2021 | Brooklyn –  | DE26 Gold · (31 Wo.)DE | AT26 Gold · (21 Wo.)AT | CH44 Gold · (16 Wo.)CH | Erstveröffentlichung: 8. Oktober 2021 Verkäufe: + 225.000; Glockenbach feat. ClockClock  |
| 2023 | Yeah –      | — | — | — | Erstveröffentlichung: 10. Februar 2023 Joel Corry, Glockenbach & Tenchi feat. ClockClock |

## Musikvideos
| Jahr | Titel              | Regie                              |
| ---- | ------------------ | ---------------------------------- |
| 2017 | Just a Dream       |                                    |
| 2018 | Rain on My Skin    |                                    |
| 2018 | Change             | Nathan Engelhardt                  |
| 2019 | Remember You       |                                    |
| 2019 | Composure          | Cambrothers                        |
| 2019 | Better on Your Own | Cambrothers                        |
| 2020 | Fly                |                                    |
| 2020 | Water              | Daniel Keil                        |
| 2020 | Fool               | The Realness                       |
| 2021 | Brooklyn           | Hely Doan, Traviez Minh            |
| 2022 | Sorry              | Ali Kanaan, Mo Kanaan, Daniel Keil |
| 2022 | Someone Else       | Mo Kanaan                          |
| 2023 | Westside           | Daniel Keil                        |

## Sonderveröffentlichungen

### Alben
| Jahr | Titel Musiklabel                                                      | Anmerkungen                                                                      |
| ---- | --------------------------------------------------------------------- | -------------------------------------------------------------------------------- |
| 2022 | Apple Music Home Session Polydor (UMG)                                | Erstveröffentlichung: 21. Oktober 2022 Teil der „Apple-Music-Home-Session“-Reihe |
| 2025 | ClockClock bei Sing meinen Song, Vol. 12 Music for Millions (Tonpool) | Erstveröffentlichung: 16. Mai 2025 Mini-TV-Kompilation                           |

### Lieder
| Jahr | Titel Album | Anmerkungen                                                     |
| ---- | ----------- | --------------------------------------------------------------- |
| 2023 | Change Ride | Erstveröffentlichung: 26. Mai 2023 Nico Santos feat. ClockClock |

## Statistik

### Chartauswertung
|                     | DE    | AT    | CH    |
| ------------------- | ----- | ----- | ----- |
| Nummer-eins-Alben   | DE—DE | AT—AT | CH—CH |
| Top-10-Alben        | DE—DE | AT—AT | CH—CH |
| Alben in den Charts | DE1DE | AT—AT | CH—CH |

|                       | DE    | AT    | CH    |
| --------------------- | ----- | ----- | ----- |
| Nummer-eins-Singles   | DE—DE | AT—AT | CH—CH |
| Top-10-Singles        | DE—DE | AT—AT | CH—CH |
| Singles in den Charts | DE4DE | AT4AT | CH1CH |

### Auszeichnungen für Musikverkäufe
Anmerkung: Auszeichnungen in Ländern aus den Charttabellen bzw. Chartboxen sind in ebendiesen zu finden.
| Land/RegionAuszeichnungen für Musikverkäufe (Land/Region, Auszeichnungen, Verkäufe, Quellen) | Gold     | Platin | Verkäufe | Quellen           |
| -------------------------------------------------------------------------------------------- | -------- | ------ | -------- | ----------------- |
| Deutschland (BVMI)                                                                           | 3× Gold3 | —      | 600.000  | musikindustrie.de |
| Österreich (IFPI)                                                                            | 2× Gold2 | —      | 30.000   | ifpi.at           |
| Schweiz (IFPI)                                                                               | 3× Gold3 | —      | 30.000   | hitparade.ch      |
| Insgesamt                                                                                    | 8× Gold8 | —      |          |                   |